# Mistrzostwa Polski w Biathlonie 1971
5. Mistrzostwa Polski w biathlonie odbyły się w 1971 w Zakopanem. Rozegrano tylko jedną konkurencję, bieg indywidualny mężczyzn na dystansie 20 kilometrów.

## Terminarz i medaliści
| Data | Konkurencja                | Złoto                         | Srebro                      | Brąz                      |
| 1971 | Bieg indywidualny mężczyzn | Aleksander Klima WKS Zakopane | Andrzej Rapacz WKS Zakopane | Józef Stopka WKS Zakopane |